# Navarrai Királyság (Felső-Navarra)
A Navarrai Királyság a Pireneusokon innen Felső-Navarrában, baszkul: Nafarroako Erresuma (Nafarroa Garaia), spanyolul: Reino de Navarra (Alta Navarra), franciául: Royaume de Navarre (Haute-Navarre), latinul: Regnum Navarrae (Navarra Superior), illetve egyszerűen Navarrai Királyság, amely állam 1513-tól 1515-ig létezett Navarrai Királyság néven a Pireneusokon inneni, csak Felső-Navarrát magában foglaló területen Pamplona székhellyel Dél-Európában, miután 1513-tól az ország kettévált Alsó- és Felső-Navarrára. 1515-tól a Kasztíliai Királyság része.

## Az állam adatai
A kiterjedése Felső-Navarra területét foglalta magában, ami nagyjából a mai Spanyolország Navarra autonóm közösségének kiterjedésével egyezik meg.

## Története
1512 júliusában a felesége, Foix Germána aragóniai királyné jogaira hivatkozva II. (Katolikus) Ferdinánd aragón király megszállta Navarrát a Szent Liga égisze alatt, és elűzte Germána unokatestvérét, I. (Foix) Katalin navarrai királynőt a családjával együtt Navarra Pireneusokon túli kis csücskébe, a ma Franciaországhoz tartozó Alsó-Navarrába. A „spanyol egység” ezzel a megszállással vált teljessé.